# Fekete-ház (Kiskunfélegyháza)
A Fekete-ház (Fekete-féle ház) szecessziós lakóépület Kiskunfélegyházán a Molnár Béla u. 2 szám alatt.
Fábián László tervezte, 1907-ben épült fel. Főhomlokzatát majolikadísz és vakolatarchitektúra díszíti. Az 1990-es években északi oldalát átépítették, többször bővítették, alagsorában egy ideig internetkávézó működött. Lakóház funkcióját részben elvesztette, egy részét az önkormányzat birtokolja.
A ház építtetőjéről és eredeti tulajdonosáról, Fekete Gábornéról kapta a nevét.